# Mladi Socijalisti Hrvatske

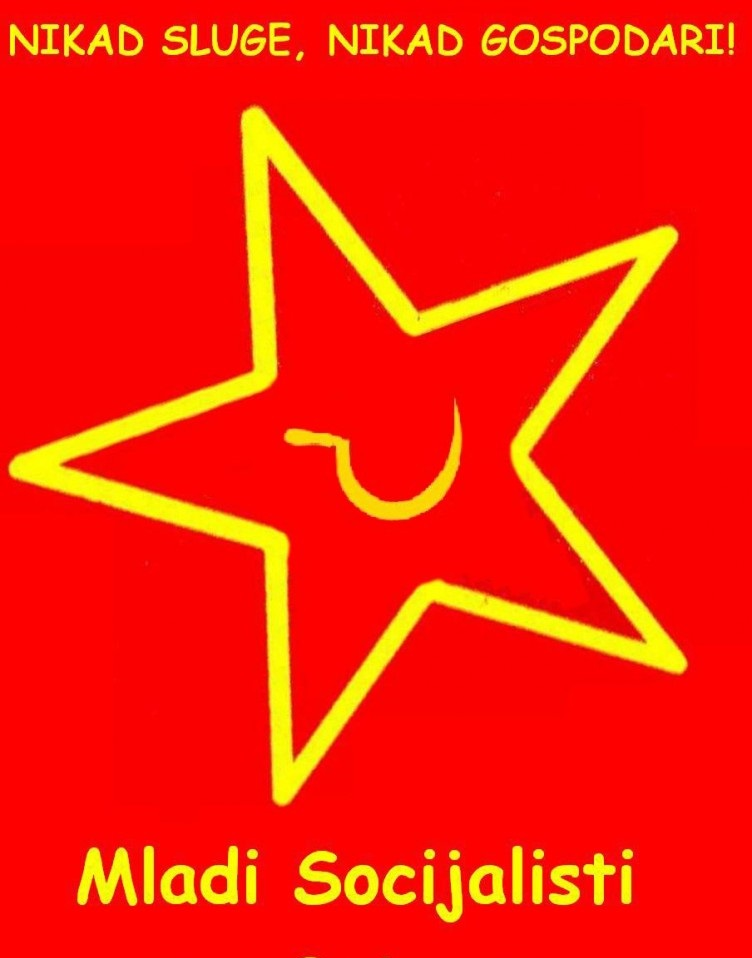
Logo

Die Jungen Sozialisten Kroatiens (Mladi Socijalisti Hrvatske, MSH) ist die marxistisch-leninistisch ausgerichtete Jugendorganisation der Sozialistischen Arbeiterpartei Kroatiens (SRP) für Personen zwischen 15 und 35 Jahren.

## Organisation
Die MSH werden von einem dreiköpfigen Exekutivkomitee geleitet, das in einer Versammlung mit einer Amtszeit von zwei Jahren gewählt wird. Ein gewähltes MSH-Mitglied sitzt in der SRP-Präsidentschaft.
Der Slogan der Organisation lautet: „Niemals Diener, niemals Herren!“ (Kroatisch: „Nikad sluge, nikad gospodari!“)

## Geschichte
Die Jungen Sozialisten Kroatiens wurden 1997 als „Junge Demokratische Linke“ (Kroatisch: Mlada Demokratska Ljevica) gegründet.
Sie änderten 2001 ihren Namen in „Junge Sozialisten Kroatiens“ (Kroatisch: Mladi Socijalisti Hrvatske).
Die Jungen Sozialisten Kroatiens wurden 2019 Vollmitglied im Weltbund der Demokratischen Jugend (WFDY).